# Chan Yung-jan
Dans ce nom chinois, le nom de famille, Chan, précède le nom personnel.
Pour les articles homonymes, voir Chan.
Ne pas confondre avec Chan Hao-ching, sa sœur cadette, et Chan Chin-wei également joueuses de tennis.
Chan Yung-jan, également connue sous le nom de Latisha Chan, née le 17 août 1989 à Taipei, est une joueuse de tennis taïwanaise, professionnelle depuis 2004.

## Carrière
Jamais titrée en simple, Chan Yung-jan a gagné trente-trois tournois en double, dont les sept premiers avec Chuang Chia-jung et quatorze avec sa jeune sœur Chan Hao-ching. Avec la première, elle a notamment atteint les finales du double dames à l'Open d'Australie et à l'US Open en 2007. Elle devient la partenaire principale de Martina Hingis à partir de mars 2017 avec qui elle gagne neuf titres dont l'US Open. Elles ont également fait un doublé Madrid - Rome.
En double mixte, elle a remporté deux fois Roland-Garros (en 2018 et 2019), une fois Wimbledon en 2019 et été finaliste de l'Open d'Australie en 2011.
Elle obtient son premier titre en double à Séoul en 2005 en compagnie de Chuang Chia-jung.

### 2006 - 2008: de bons résultats en simple premiers titres en double et première finale en simple
En 2006, elle est éliminée au premier tour à l'US Open et à Wimbledon. Lors du tournoi de Tokyo, elle passe les trois premiers tours avant d'être éliminée par Aiko Nakamura. En double, elle arrive en finale avec Chuang Chia-Jung qu'elles perdront face à Vania King et Jelena Kostanić.
L'année suivante, elle arrive en finale de deux tournois en double en moins d'un mois (lors de l'Open d' Australie et au tournoi de Pattaya). Elle obtient un autre titre à Bangalore. Toujours avec la même partenaire. Elle poursuit sa progression dans la discipline avec une finale à Indian Wells. Elle est enfin finaliste d'un autre tournoi majeur la même année: l'US Open.
En simple, elle parvient au troisième tour du tournoi de Charleston en profitant de l'abandon de Serena Williams avant de s'incliner contre sa sœur, Venus (2-6 1-6).
Elle atteint ensuite les quarts de finale lors du tournoi de Calcutta. Elle sera sortie par Daniela Hantuchová (6-4 6-1). Mais c'est lors de son dernier tournoi de l'année à Bangkok qu'elle réalise sa plus belle performance en simple. Elle élimine Magdaléna Rybáriková, Aleksandra Wozniak, Urszula Radwańska et Yan Zi en demi-finale. Elle sera battue en finale par Flavia Pennetta (6-1 6-3).
En 2008, elle obtient de bons résultas en simple à Pattaya. Elle s'aligne en tant que 4e tête de série et élimine la chinoise Zhou Yi-Miao (6-4 6-2) et  Lilia Osterloh (6-2 6-4). Elle sera sortie par Akgul Amanmuradova (1-6 6-7). Elle parvient cependant à obtenir le titre aux côtés de sa soeur Chuang Chia-Jung. En finale, la paire taïwanaise vient à bout de Hsieh Su-Wei et Vania King.
À Rome elle obtient un nouveau titre avec sa soeur face à la paire Iveta Benešová - Janette Husárová.  
À Strasbourg, elle réalise la surprise en arrivant en demie finale en simple. Elle élimine coup sur coup la française Virginie Razzano sur un score sévère (6-1 6-0), puis vainc Casey Dellacqua et Ai Sugiyama. Avec Chuang Chia-Jung elle arrive en finale mais perdra.Elle complète son palmarès avec un nouveau titre à Los Angeles, toujours associée à Chuang Chia-Jung. En septembre, elle réalise un nouvel exploit à Bali. Elle arrive en quart de finale lors de ce tournoi.

### 2009 - 2011: peu de résultats en simple ainsi qu'en double
En 2009, elle ne remporte qu'un titre à Séoul associée à Abigail Spears. Il en sera de même en 2010 avec un succès à Kuala Lumpur avec Zheng Jie.
En simple, elle obtient des résultats très mitigés. En 2009, elle est quart de finaliste à Canton et Séoul. L'année 2010 sera surtout marquée par un troisième tour à l'US Open. Elle y élimine Anne Keothavong (2-6 6-1 6-1) et Tamira Paszek (6-3 6-3). Elle sera éliminée par Caroline Wozniacki (6-1 6-0). Elle réitère ce parcours à Roland-Garros. Qualifiée, elle élimine la 31e tête de série Klára Zakopalová et Jill Craybas avant de tomber face à Maria Sharapova.

### 2012 - 2015: retour au premier plan en double, fin de carrière en simple

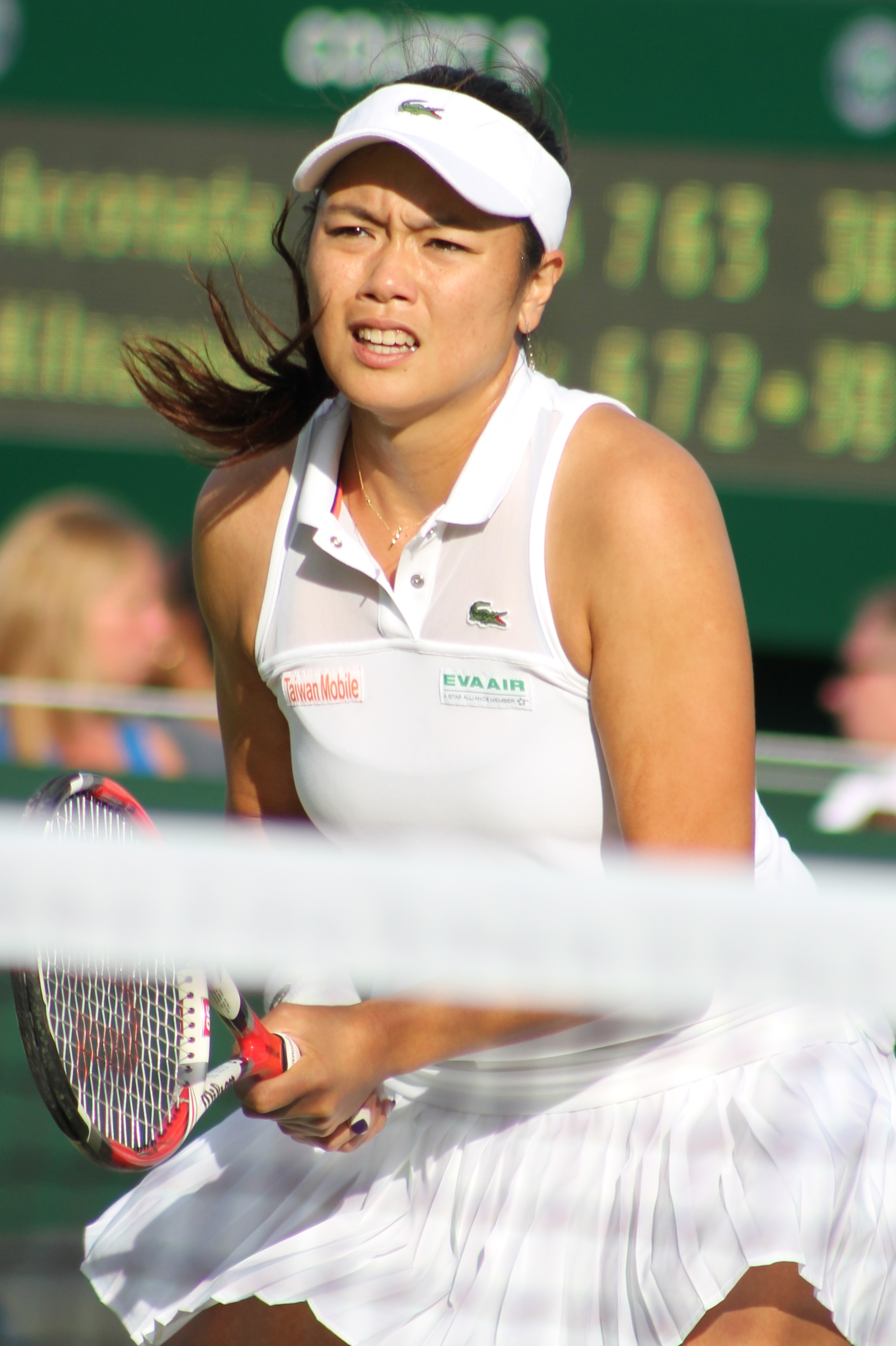
Au tournoi de Wimbledon en 2015

2012 reste une année du même gabarit que les années précédentes malgré une demi-finale à Carlsbad. Elle y élimine Yanina Wickmayer, Heather Watson et Jelena Janković. Elle se fait éliminée par Marion Bartoli.
En 2013, elle obtient de nouveau de bons résultats. Associée à Chan Hao-Ching, elle remporte le titre à Shenzhen. L'année suivante, elles remportent le tournoi d'Eastbourne contre Martina Hingis et Flavia Pennetta. Elles remportent aussi le tournoi de Taipei. Invitée en simple, elle arrive en finale mais perd face à Vitalia Diatchenko. L'année suivante elle ne passera pas une seule fois au second tour d'un tournoi en simple. Elle se consacre alors au double.
En 2015, elle remporte le tournoi de Cincinnati et de Tokyo.

### 2016 - 2017: numéro une mondiale en double
En 2016, toujours avec Chan Hao-Ching, elle reporte Doha, Hong Kong et Taipei.
À Indian Wells, elle obtient un titre avec l'ex-numéro une mondiale Martina Hingis. Ensemble, elles décrochent aussi les titres à Madrid, Rome, Calvià, Eastbourne, Cincinnati, Wuhan et Pékin. Elle décrochera surtout son premier majeur lors de l'US Open. Elle complète ce palmarès impressionnant en ajoutant un titre en fin d'année avec Chan Hao-Ching à Hong Kong. À la suite d'un tel palmarès annuel, Chan Yung-jan devient numéro une mondiale de la discipline.

### 2018 - 2019: trois titres en majeur
En 2018, son palmarès n'est pas aussi riche que l'année précédente. Elle obtient un titre à San José, en compagnie de Květa Peschke. Elle s'illustre également en double mixte, s'imposant à Roland-Garros avec Ivan Dodig contre Gabriela Dabrowski et Mate Pavić (6-1 6-7 10-8).
L'année suivante, elle obtient de nouveaux titres en double dames et en mixte. Elle s'impose à Hobart, Doha, Eastbourne et Osaka avec sa sœur. En mixte, elle ajoute deux titres à son palmarès. Toujours avec Dodig, elle s'impose à Roland-Garros et Wimbledon. 
Lors du tournoi parisien, la paire élimine la paire locale Amandine Hesse - Benjamin Bonzi (6-4 6-3); et en finale ils s'imposent facilement en finale face à la 1e paire tête de série composée de Nicole Melichar et Bruno Soares (6-1 6-2). En Angleterre, la paire s'impose face à Jeļena Ostapenko et Robert Lindstedt en finale (6-2 6-3). Lors de l'US Open, la paire arrive en demie finale.

### 2020 - 2024: des résultats mitigés
En simple dame, en 2021, elle ne compte qu'une seule finale à Melbourne. Elle arrive en demi-finale de l'Open d'Australie.Il lui faut attendre 2023 pour arriver avec sa soeur Chan Hao-ching en finale à Dubaï.
C'est en mixte qu'elle réussi ses meilleurs résultats avec Ivan Dodig. Elle arrive en effet en 2020 en quarts de finale lors du double mixte à l'Open d'Australie. Elle arrive l'année suivante en huitième à Wimbledon, et réitère ce même parcours l'année d'après toujours à Wimbledon.
En 2023, elle améliore son parcours encore à Wimbledon, et encore avec le même partenaire. En effet, la paire arrive en quarts de finale pour la première fois dans ce tournois depuis cinq ans.

## Palmarès

### Titre en simple dames
Aucun

### Finale en simple dames
| No | Date       | Nom et lieu du tournoi | Catégorie | Dotation  | Surface    | Vainqueure      | Score    |          |
| -- | ---------- | ---------------------- | --------- | --------- | ---------- | --------------- | -------- | -------- |
| 1  | 08-10-2007 | PTT Open, Bangkok      | Tier III  | 200 000 $ | Dur (ext.) | Flavia Pennetta | 6-1, 6-3 | Parcours |

### Titres en double dames
| No | Date       | Nom et lieu du tournoi                 | Catégorie | Dotation     | Surface      | Partenaire       | Finalistes                             | Score             |          |
| -- | ---------- | -------------------------------------- | --------- | ------------ | ------------ | ---------------- | -------------------------------------- | ----------------- | -------- |
| 1  | 26-09-2005 | Korea Tennis Championships Séoul       | Tier IV   | 140 000 $    | Dur (ext.)   | Chuang Chia-jung | Jill Craybas Natalie Grandin           | 6-2, 6-4          | Parcours |
| 2  | 12-02-2007 | Sony Ericsson Int'l Bangalore          | Tier III  | 175 000 $    | Dur (ext.)   | Chuang Chia-jung | Hsieh Su-wei Alla Kudryavtseva         | 6-74, 6-2, [11-9] | Parcours |
| 3  | 11-06-2007 | DFS Classic Birmingham                 | Tier III  | 200 000 $    | Gazon (ext.) | Chuang Chia-jung | Sun Tiantian Meilen Tu                 | 7-63, 6-3         | Parcours |
| 4  | 18-06-2007 | Ordina Open Bois-le-Duc                | Tier III  | 175 000 $    | Gazon (ext.) | Chuang Chia-jung | Anabel Medina Virginia Ruano Pascual   | 7-5, 6-2          | Parcours |
| 5  | 04-02-2008 | Women's Open Pattaya                   | Tier IV   | 170 000 $    | Dur (ext.)   | Chuang Chia-jung | Hsieh Su-wei Vania King                | 6-4, 6-3          | Parcours |
| 6  | 12-05-2008 | Internazionali d'Italia Rome           | Tier I    | 1 340 000 $  | Terre (ext.) | Chuang Chia-jung | Iveta Benešová Janette Husárová        | 7-65, 6-3         | Parcours |
| 7  | 21-07-2008 | East West Bank Classic Los Angeles     | Tier II   | 600 000 $    | Dur (ext.)   | Chuang Chia-jung | Eva Hrdinová Vladimíra Uhlířová        | 2-6, 7-5, [10-4]  | Parcours |
| 8  | 21-09-2009 | Korea Open Séoul                       | Intern'l  | 220 000 $    | Dur (ext.)   | Abigail Spears   | Carly Gullickson Nicole Kriz           | 6-3, 6-4          | Parcours |
| 9  | 22-02-2010 | Malaysian Open Kuala Lumpur            | Intern'l  | 220 000 $    | Dur (ext.)   | Zheng Jie        | Anastasia Rodionova Arina Rodionova    | 6-74, 6-2, [10-7] | Parcours |
| 10 | 31-12-2012 | Longgang Gemdale Open Shenzhen         | Intern'l  | 500 000 $    | Dur (ext.)   | Chan Hao-ching   | Irina Buryachok Valeria Solovieva      | 6-0, 7-5          | Parcours |
| 11 | 16-06-2014 | AEGON International Eastbourne         | Premier   | 710 000 $    | Gazon (ext.) | Chan Hao-ching   | Martina Hingis Flavia Pennetta         | 6-3, 5-7, [10-7]  | Parcours |
| 12 | 09-02-2015 | PTT Thailand Open Pattaya              | Intern'l  | 250 000 $    | Dur (ext.)   | Chan Hao-ching   | Shuko Aoyama Tamarine Tanasugarn       | 2-6, 6-4, [10-3]  | Parcours |
| 13 | 17-08-2015 | Western & Southern Open Cincinnati     | Premier 5 | 2 701 240 $  | Dur (ext.)   | Chan Hao-ching   | Casey Dellacqua Yaroslava Shvedova     | 7-5, 6-4          | Parcours |
| 14 | 14-09-2015 | Japan Women's Open Tokyo               | Intern'l  | 250 000 $    | Dur (ext.)   | Chan Hao-ching   | Misaki Doi Kurumi Nara                 | 6-1, 6-2          | Parcours |
| 15 | 08-02-2016 | Taiwan Open Kaohsiung                  | Intern'l  | 500 000 $    | Dur (ext.)   | Chan Hao-ching   | Eri Hozumi Miyu Kato                   | 6-4, 6-3          | Parcours |
| 16 | 21-02-2016 | Qatar Open Doha                        | Premier 5 | 2 818 000 $  | Dur (ext.)   | Chan Hao-ching   | Sara Errani Carla Suárez Navarro       | 6-3, 6-3          | Parcours |
| 17 | 10-10-2016 | Hong Kong Open Hong Kong               | Intern'l  | 250 000 $    | Dur (ext.)   | Chan Hao-ching   | Naomi Broady Heather Watson            | 6-3, 6-1          | Parcours |
| 18 | 30-01-2017 | Taïwan Open Taipei                     | Intern'l  | 250 000 $    | Dur (int.)   | Chan Hao-ching   | Lucie Hradecká Kateřina Siniaková      | 6-4, 6-2          | Parcours |
| 19 | 08-03-2017 | BNP Paribas Open Indian Wells          | PREMIER*  | 7 669 423 $  | Dur (ext.)   | Martina Hingis   | Lucie Hradecká Kateřina Siniaková      | 7-64, 6-2         | Parcours |
| 20 | 06-05-2017 | Madrid Open Madrid                     | PREMIER*  | 6 408 230 €  | Terre (ext.) | Martina Hingis   | Tímea Babos Andrea Hlaváčková          | 6-4, 6-3          | Parcours |
| 21 | 15-05-2017 | Internazionali d'Italia Rome           | Premier 5 | 3 076 495 $  | Terre (ext.) | Martina Hingis   | Ekaterina Makarova Elena Vesnina       | 7-5, 7-64         | Parcours |
| 22 | 19-06-2017 | Mallorca Open Calvià                   | Intern'l  | 250 000 $    | Gazon (ext.) | Martina Hingis   | Jelena Janković Anastasija Sevastova   | Forfait           | Parcours |
| 23 | 25-06-2017 | Aegon International Eastbourne         | Premier   | 819 000 $    | Gazon (ext.) | Martina Hingis   | Ashleigh Barty Casey Dellacqua         | 6-3, 7-5          | Parcours |
| 24 | 14-08-2017 | Western & Southern Open Cincinnati     | Premier 5 | 2 836 904 $  | Dur (ext.)   | Martina Hingis   | Hsieh Su-wei Monica Niculescu          | 4-6, 6-4, [10-7]  | Parcours |
| 25 | 31-08-2017 | US Open Flushing Meadows               | G. Chelem | 24 193 400 $ | Dur (ext.)   | Martina Hingis   | Lucie Hradecká Kateřina Siniaková      | 6-3, 6-2          | Parcours |
| 26 | 24-09-2017 | Dongfeng Motor Open Wuhan              | Premier 5 | 2 666 000 $  | Dur (ext.)   | Martina Hingis   | Shuko Aoyama Yang Zhaoxuan             | 7-65, 3-6, [10-4] | Parcours |
| 27 | 30-09-2017 | China Open Pékin                       | PREMIER*  | 7 027 063 $  | Dur (ext.)   | Martina Hingis   | Tímea Babos Andrea Hlaváčková          | 6-1, 6-4          | Parcours |
| 28 | 09-10-2017 | Hong Kong Open Hong Kong               | Intern'l  | 500 000 $    | Dur (ext.)   | Chan Hao-ching   | Lu Jiajing Wang Qiang                  | 6-1, 6-1          | Parcours |
| 29 | 30-07-2018 | Silicon Valley Classic San José        | Premier   | 733 900 $    | Dur (ext.)   | Květa Peschke    | Lyudmyla Kichenok Nadiia Kichenok      | 6-4, 6-1          | Parcours |
| 30 | 07-01-2019 | Hobart International Hobart            | Intern'l  | 250 000 $    | Dur (ext.)   | Chan Hao-ching   | Kirsten Flipkens Johanna Larsson       | 6-3, 3-6, [10-6]  | Parcours |
| 31 | 11-02-2019 | Qatar Open Doha                        | Premier   | 851 031 $    | Dur (ext.)   | Chan Hao-ching   | Anna-Lena Grönefeld Demi Schuurs       | 6-1, 3-6, [10-6]  | Parcours |
| 32 | 23-06-2019 | Nature Valley International Eastbourne | Premier   | 933 612 $    | Gazon (ext.) | Chan Hao-ching   | Kirsten Flipkens Bethanie Mattek-Sands | 2-6, 6-3, [10-6]  | Parcours |
| 33 | 16-09-2019 | Pan Pacific Open Osaka                 | Premier   | 757 900 $    | Dur (ext.)   | Chan Hao-ching   | Hsieh Su-wei Hsieh Shu-ying            | 7-5, 7-5          | Parcours |

### Finales en double dames
| No | Date       | Nom et lieu du tournoi                     | Catégorie | Dotation     | Surface      | Vainqueures                             | Partenaire                | Score              |          |
| -- | ---------- | ------------------------------------------ | --------- | ------------ | ------------ | --------------------------------------- | ------------------------- | ------------------ | -------- |
| 1  | 02-10-2006 | AIG Japan Open Tokyo                       | Tier III  | 175 000 $    | Dur (ext.)   | Vania King Jelena Kostanić              | Chuang Chia-jung          | 7-62, 5-7, 6-2     | Parcours |
| 2  | 15-01-2007 | Australian Open Melbourne                  | G. Chelem | 6 737 973 $  | Dur (ext.)   | Cara Black Liezel Huber                 | Chuang Chia-jung          | 6-4, 6-74, 6-1     | Parcours |
| 3  | 05-02-2007 | Pattaya Open Pattaya                       | Tier IV   | 170 000 $    | Dur (ext.)   | Nicole Pratt Mara Santangelo            | Chuang Chia-jung          | 6-4, 7-64          | Parcours |
| 4  | 05-03-2007 | Pacific Life Open Indian Wells             | Tier I    | 2 100 000 $  | Dur (ext.)   | Lisa Raymond Samantha Stosur            | Chuang Chia-jung          | 6-3, 7-5           | Parcours |
| 5  | 21-05-2007 | Istanbul Cup Istanbul                      | Tier III  | 200 000 $    | Terre (ext.) | Agnieszka Radwańska Urszula Radwańska   | Sania Mirza               | 6-1, 6-3           | Parcours |
| 6  | 27-08-2007 | US Open New York                           | G. Chelem | 9 098 000 $  | Dur (ext.)   | Nathalie Dechy Dinara Safina            | Chuang Chia-jung          | 6-4, 6-2           | Parcours |
| 7  | 01-10-2007 | Porsche Tennis Grand Prix Stuttgart        | Tier II   | 650 000 $    | Dur (int.)   | Květa Peschke Rennae Stubbs             | Dinara Safina             | 6-75, 7-64, [10-2] | Parcours |
| 8  | 03-03-2008 | Canara Bank Open Bangalore                 | Tier II   | 600 000 $    | Dur (ext.)   | Peng Shuai Sun Tiantian                 | Chuang Chia-jung          | 6-4, 5-7, [10-8]   | Parcours |
| 9  | 19-05-2008 | Internationaux de Strasbourg Strasbourg    | Tier III  | 175 000 $    | Terre (ext.) | Tatiana Perebiynis Yan Zi               | Chuang Chia-jung          | 6-4, 6-73, [10-6]  | Parcours |
| 10 | 27-07-2009 | Bank of the West Classic Stanford          | Premier   | 700 000 $    | Dur (ext.)   | Serena Williams Venus Williams          | Monica Niculescu          | 6-4, 6-1           | Parcours |
| 11 | 11-01-2010 | Moorilla International Hobart              | Intern'l  | 220 000 $    | Dur (ext.)   | Chuang Chia-jung Květa Peschke          | Monica Niculescu          | 3-6, 6-3, [10-7]   | Parcours |
| 12 | 26-07-2010 | Bank of the West Classic Stanford          | Premier   | 700 000 $    | Dur (ext.)   | Lindsay Davenport Liezel Huber          | Zheng Jie                 | 7-5, 6-78, [10-8]  | Parcours |
| 13 | 06-02-2012 | PTT Open Pattaya                           | Intern'l  | 220 000 $    | Dur (ext.)   | Sania Mirza Anastasia Rodionova         | Chan Hao-ching            | 3-6, 6-1, [10-8]   | Parcours |
| 14 | 31-03-2014 | Family Circle Cup Charleston               | Premier   | 710 000 $    | Terre (ext.) | Anabel Medina Yaroslava Shvedova        | Chan Hao-ching            | 7-64, 6-2          | Parcours |
| 15 | 14-04-2014 | BMW Malaysian Open Kuala Lumpur            | Intern'l  | 250 000 $    | Dur (ext.)   | Tímea Babos Chan Hao-ching              | Zheng Saisai              | 6-3, 6-4           | Parcours |
| 16 | 19-01-2015 | Australian Open Melbourne                  | G. Chelem | 15 561 973 $ | Dur (ext.)   | Bethanie Mattek-Sands Lucie Šafářová    | Zheng Jie                 | 6-4, 7-65          | Parcours |
| 17 | 21-06-2015 | AEGON International Eastbourne             | Premier   | 731 000 $    | Gazon (ext.) | Caroline Garcia Katarina Srebotnik      | Zheng Jie                 | 7-65, 6-2          | Parcours |
| 18 | 21-09-2015 | Pan Pacific Open Tokyo                     | Premier   | 1 000 000 $  | Dur (ext.)   | Garbiñe Muguruza Carla Suárez Navarro   | Chan Hao-ching            | 7-5, 6-1           | Parcours |
| 19 | 03-10-2015 | China Open Pékin                           | PREMIER*  | 4 749 040 $  | Dur (ext.)   | Martina Hingis Sania Mirza              | Chan Hao-ching            | 6-79, 6-1, [10-8]  | Parcours |
| 20 | 19-06-2016 | Aegon International Eastbourne Eastbourne  | Premier   | 776 878 $    | Gazon (ext.) | Darija Jurak Anastasia Rodionova        | Chan Hao-ching            | 5-7, 7-64, [10-6]  | Parcours |
| 21 | 21-05-2017 | Internationaux de Strasbourg Strasbourg    | Intern'l  | 250 000 $    | Terre (ext.) | Ashleigh Barty Casey Dellacqua          | Chan Hao-ching            | 6-4, 6-2           | Parcours |
| 22 | 07-01-2018 | Sydney International Sydney                | Premier   | 799 000 $    | Dur (ext.)   | Gabriela Dabrowski Xu Yifan             | Andrea Sestini-Hlaváčková | 6-3, 6-1           | Parcours |
| 23 | 06-08-2018 | Coupe Rogers Montréal                      | Premier 5 | 3 000 000 $  | Dur (ext.)   | Ashleigh Barty Demi Schuurs             | Ekaterina Makarova        | 4-6, 6-3, [10-8]   | Parcours |
| 24 | 31-12-2018 | Brisbane International Brisbane            | Premier   | 1 000 000 $  | Dur (ext.)   | Nicole Melichar Květa Peschke           | Chan Hao-ching            | 6-1, 6-1           | Tableau  |
| 25 | 01-02-2021 | Gippsland Trophy Melbourne                 | WTA 500   | 447 620 $    | Dur (ext.)   | Barbora Krejčíková Kateřina Siniaková   | Chan Hao-ching            | 6-3, 7-64          | Parcours |
| 26 | 19-02-2023 | Dubai Duty Free Tennis Championships Dubaï | WTA 1000  | 2 788 468 $  | Dur (ext.)   | Veronika Kudermetova Liudmila Samsonova | Chan Hao-ching            | 6-4, 64-7, [10-1]  | Parcours |

### Titres en double mixte
| No | Date       | Nom et lieu du tournoi      | Catégorie | Dotation    | Surface      | Partenaire | Finalistes                        | Score             |          |
| -- | ---------- | --------------------------- | --------- | ----------- | ------------ | ---------- | --------------------------------- | ----------------- | -------- |
| 1  | 27-05-2018 | Roland-Garros Paris         | G. Chelem | 460000 €    | Terre (ext.) | Ivan Dodig | Gabriela Dabrowski Mate Pavić     | 6-1, 6-75, [10-8] | Parcours |
| 2  | 29-05-2019 | Roland-Garros Paris         | G. Chelem | 23029029 $  | Terre (ext.) | Ivan Dodig | Gabriela Dabrowski Mate Pavić     | 6-1, 7-65         | Parcours |
| 3  | 05-07-2019 | The Championships Wimbledon | G. Chelem | 430 000 £ $ | Gazon (ext.) | Ivan Dodig | Jeļena Ostapenko Robert Lindstedt | 6-2, 6-3          | Parcours |

### Finale en double mixte
| No | Date       | Nom et lieu du tournoi    | Catégorie | Dotation     | Surface    | Vainqueures                      | Partenaire  | Score            |          |
| -- | ---------- | ------------------------- | --------- | ------------ | ---------- | -------------------------------- | ----------- | ---------------- | -------- |
| 1  | 17-01-2011 | Australian Open Melbourne | G. Chelem | 10 366 780 $ | Dur (ext.) | Katarina Srebotnik Daniel Nestor | Paul Hanley | 6-3, 3-6, [10-7] | Parcours |

### Finale en simple en WTA 125
| No | Date       | Nom et lieu du tournoi     | Catégorie | Dotation  | Surface         | Vainqueure         | Score         |          |
| -- | ---------- | -------------------------- | --------- | --------- | --------------- | ------------------ | ------------- | -------- |
| 1  | 03-11-2014 | Taïwan Ladies Open, Taipei | WTA 125   | 125 000 $ | Moquette (int.) | Vitalia Diatchenko | 1-6, 6-2, 6-4 | Parcours |

### Titres en double en WTA 125
| No | Date       | Nom et lieu du tournoi           | Catégorie | Dotation  | Surface         | Partenaire     | Finalistes                          | Score    |          |
| -- | ---------- | -------------------------------- | --------- | --------- | --------------- | -------------- | ----------------------------------- | -------- | -------- |
| 1  | 22-09-2013 | Yinzhou Bank Women's Open Ningbo | WTA 125   | 125 000 $ | Dur (ext.)      | Zhang Shuai    | Irina Buryachok Oksana Kalashnikova | 6-2, 6-1 | Parcours |
| 2  | 03-11-2014 | Taipei Ladies Open Taïwan        | WTA 125   | 125 000 $ | Moquette (int.) | Chan Hao-ching | Chang Kai-chen Chuang Chia-jung     | 6-4, 6-3 | Parcours |

## Parcours en Grand Chelem

### En simple dames
| Année | Open d'Australie | Open d'Australie   | Internationaux de France | Internationaux de France | Wimbledon       | Wimbledon         | US Open         | US Open            |
| ----- | ---------------- | ------------------ | ------------------------ | ------------------------ | --------------- | ----------------- | --------------- | ------------------ |
| 2005  | —                | —                  | —                        | —                        | —               | —                 | 1er tour (1/64) | Serena Williams    |
| 2006  | Q2               | Hsieh Su-wei       | Q1                       | Romina Oprandi           | 1er tour (1/64) | Alicia Molik      | 1er tour (1/64) | Kirsten Flipkens   |
| 2007  | 1er tour (1/64)  | Alicia Molik       | 1er tour (1/64)          | Elena Likhovtseva        | 1er tour (1/64) | Maria Sharapova   | 1er tour (1/64) | Karin Knapp        |
| 2008  | 1er tour (1/64)  | Jill Craybas       | 1er tour (1/64)          | Tsvetana Pironkova       | 1er tour (1/64) | Dinara Safina     | 2e tour (1/32)  | Timea Bacsinszky   |
| 2009  | 2e tour (1/32)   | Dominika Cibulková | —                        | —                        | 1er tour (1/64) | Marion Bartoli    | Q3              | Monique Adamczak   |
| 2010  | 1er tour (1/64)  | Kaia Kanepi        | 1er tour (1/64)          | Jarmila Gajdošová        | 2e tour (1/32)  | Nadia Petrova     | 3e tour (1/16)  | Caroline Wozniacki |
| 2011  | Q3               | Vesna Manasieva    | 3e tour (1/16)           | Maria Sharapova          | Q1              | Marina Erakovic   | 1er tour (1/64) | Nadia Petrova      |
| 2012  | —                | —                  | 2e tour (1/32)           | Svetlana Kuznetsova      | Q1              | Karolína Plíšková | Q3              | Tatjana Malek      |
| 2013  | 2e tour (1/32)   | Ana Ivanović       | —                        | —                        | —               | —                 | Q2              | Catalina Castaño   |
| 2014  | 1er tour (1/64)  | Christina McHale   | —                        | —                        | —               | —                 | 1er tour (1/64) | Elena Vesnina      |
| 2015  | Q1               | Kristína Kučová    | —                        | —                        | Q2              | Petra Martić      | Q2              | Renata Voráčová    |

N.B. : à droite du résultat se trouve le nom de l'ultime adversaire.

### En double dames
N.B. : le nom de la partenaire se trouve sous le résultat ; le nom des ultimes adversaires se trouve à droite.

### En double mixte
| Année | Open d'Australie         | Open d'Australie   | Internationaux de France | Internationaux de France | Wimbledon                | Wimbledon           | US Open                   | US Open               |
| ----- | ------------------------ | ------------------ | ------------------------ | ------------------------ | ------------------------ | ------------------- | ------------------------- | --------------------- |
| 2007  | —                        | —                  | 1er tour (1/16) Bryan    | Shaughnessy Paes         | 3e tour (1/8) Wassen     | South Bogdanovic    | 2e tour (1/8) Wassen      | Radwańska Fyrstenberg |
| 2008  | 1/4 de finale Butorac    | Dechy Ram          | 1er tour (1/16) Butorac  | Pin Simon                | 3e tour (1/8) Knowle     | Huber Murray        | 1er tour (1/16) Knowle    | Dellacqua Kerr        |
|       |                          |                    |                          |                          |                          |                     |                           |                       |
| 2010  | —                        | —                  | 2e tour (1/8) Butorac    | Védy Llodra              | 1/4 de finale Hanley     | Black Paes          | 1/4 de finale Hanley      | B. Mattek Nestor      |
| 2011  | Finale Hanley            | Srebotnik Nestor   | 2e tour (1/8) Butorac    | Dellacqua Lipsky         | 1/2 finale Nestor        | Benešová Melzer     | 2e tour (1/8) Fyrstenberg | Vesnina Paes          |
|       |                          |                    |                          |                          |                          |                     |                           |                       |
| 2013  | —                        | —                  | —                        | —                        | —                        | —                   | 2e tour (1/8) Lindstedt   | Hlaváčková Mirnyi     |
| 2014  | —                        | —                  | —                        | —                        | 1er tour (1/32) González | Krajicek Emmrich    | 1/2 finale Hutchins       | Mirza Soares          |
| 2015  | 1er tour (1/16) Draganja | Black Cabal        | 1/4 de finale Peers      | Zheng Jie Kontinen       | 2e tour (1/16) Peers     | Konjuh Draganja     | 1/2 finale Bopanna        | Hingis Paes           |
| 2016  | 1/4 de finale Bopanna    | Klepač Huey        | 1/4 de finale Mirnyi     | Mirza Dodig              | 3e tour (1/8) Zimonjić   | Kudryavtseva Lipsky | 1/2 finale Zimonjić       | Siegemund Pavić       |
| 2017  | 2e tour (1/8) Kubot      | Dabrowski Bopanna  | 1er tour (1/16) Peers    | Spears Cabal             | —                        | —                   | 2e tour (1/8) Zimonjić    | Vandeweghe Tecău      |
| 2018  | 2e tour (1/8) Murray     | Sanders Polmans    | Victoire Dodig           | Dabrowski Pavić          | 1/4 de finale Dodig      | Srebotnik Venus     | 2e tour (1/8) Dodig       | Forfait               |
| 2019  | 1er tour (1/16) Dodig    | Spears Cabal       | Victoire Dodig           | Dabrowski Pavić          | Victoire Dodig           | Ostapenko Lindstedt | 1/2 finale Dodig          | Chan Venus            |
| 2020  | 1/4 de finale Dodig      | Dabrowski Kontinen | Annulé                   | Annulé                   | Annulé                   | Annulé              | Annulé                    | Annulé                |
| 2021  | 1er tour (1/16) Dodig    | Hradecká Polášek   | 1er tour (1/8) Dodig     | Schuurs Koolhof          | 1/8 de finale Dodig      | Zhang Shuai Peers   | —                         | —                     |
| 2022  | —                        | —                  | —                        | —                        | 1/8 de finale Dodig      | Forfait             | —                         | —                     |
| 2023  | 1er tour (1/16) Nys      | Olmos Arévalo      | 1er tour (1/16) Nys      | Sutjiadi Middelkoop      | 1/4 de finale Dodig      | Xu Yifan Vliegen    |                           |                       |

N.B. : le nom du partenaire se trouve sous le résultat ; le nom des ultimes adversaires se trouve à droite.

## Parcours en «Premier Mandatory» et «Premier 5»
Découlant d'une réforme du circuit WTA inaugurée en 2009, les tournois WTA « Premier Mandatory » et « Premier 5 » constituent les catégories d'épreuves les plus prestigieuses, après les quatre levées du Grand Chelem.

### En simple dames
| Année |              | Premier Mandatory           | Premier Mandatory           | Premier Mandatory | Premier Mandatory |       | Premier 5 | Premier 5                  | Premier 5  | Premier 5 | Premier 5 | Premier 5 | Premier 5 |
| Année | Indian Wells | Miami                       | Madrid                      | Pékin             |                   | Dubaï | Rome      | Canada                     | Cincinnati |           | Tokyo     |           |           |
| Année | Indian Wells | Miami                       | Madrid                      | Pékin             |                   | Doha  | Rome      | Canada                     | Cincinnati |           | Wuhan     |           |           |
| Année | Indian Wells | Miami                       | Madrid                      | Pékin             |                   |       | Rome      | Canada                     | Cincinnati |           |           |           |           |
| 2009  |              | 2e tour (1/32) V. Zvonareva | 1er tour (1/64) E. Makarova |                   |                   |       |           | 1er tour (1/32) S. Errani  |            |           |           |           |           |
| 2010  |              | 2e tour (1/32) Á. Szávay    |                             |                   |                   |       |           | 1er tour (1/32) S. Lisicki |            |           |           |           |           |
| 2011  |              |                             | 1er tour (1/64) L. Hradecká |                   |                   |       |           |                            |            |           |           |           |           |
| 2014  |              | 1er tour (1/64) L. Davis    |                             |                   |                   |       |           |                            |            |           |           |           |           |

Sous le résultat, l’ultime adversaire.

## Parcours aux Masters

### En double dames
| # | Date       | Nom de l'édition                   | ($)        | Surface    | Résultat      | Partenaire       | Ultimes adversaires            | Score      |          |
| - | ---------- | ---------------------------------- | ---------- | ---------- | ------------- | ---------------- | ------------------------------ | ---------- | -------- |
| 1 | 05/11/2007 | Sony Ericsson Championships Madrid | 3 000 000  | Dur (int.) | 1/2 finale    | Chuang Chia-jung | Katarina Srebotnik Ai Sugiyama | 6-2, 6-2   | Parcours |
| 2 | 25/10/2015 | BNP Paribas WTA Finals Singapour   | 7 000 000  | Dur (int.) | 1/2 finale    | Chan Hao-ching   | Martina Hingis Sania Mirza     | 6-4, 6-2   | Parcours |
| 3 | 23/10/2016 | BNP Paribas WTA Finals Singapour   | 7 000 000  | Dur (int.) | 1/4 de finale | Chan Hao-ching   | Martina Hingis Sania Mirza     | 7-610, 7-5 | Parcours |
| 4 | 22/10/2017 | BNP Paribas WTA Finals Singapour   | 7 000 000  | Dur (int.) | 1/2 finale    | Martina Hingis   | Tímea Babos Andrea Hlaváčková  | 6-4, 7-65  | Parcours |
| 5 | 27/11/2019 | Shiseido WTA Finals Shenzhen       | 14 000 000 | Dur (int.) | Round Robin   | Chan Hao-ching   |                                |            | Parcours |

## Parcours aux Jeux olympiques

### En simple dames
| # | Date       | Nom de l'olympiade         | Surface    | Résultat        | Ultime adversaire   | Score     |          |
| - | ---------- | -------------------------- | ---------- | --------------- | ------------------- | --------- | -------- |
| 1 | 11/08/2008 | Olympic Tennis Event Pékin | Dur (ext.) | 1er tour (1/32) | Agnieszka Radwańska | 6-1, 7-66 | Parcours |

### En double dames
| # | Date       | Nom de l'olympiade                  | Surface             | Résultat        | Partenaire       | Ultimes adversaires                   | Score            |          |
| - | ---------- | ----------------------------------- | ------------------- | --------------- | ---------------- | ------------------------------------- | ---------------- | -------- |
| 1 | 11/08/2008 | Olympic Tennis Event Pékin          | Dur (ext.)          | 2e tour (1/8)   | Chuang Chia-jung | Flavia Pennetta Francesca Schiavone   | 7-61, 1-6, 8-6   | Parcours |
| 2 | 06/08/2016 | Olympic Tennis Event Rio de Janeiro | Dur (ext.)          | 1/4 de finale   | Chan Hao-ching   | Timea Bacsinszky Martina Hingis       | 6-3, 6-0         | Parcours |
| 3 | 31/07/2021 | Olympic Tennis Event Tokyo          | Dur (ext.)          | 1er tour (1/16) | Chan Hao-ching   | Monica Niculescu Raluca Olaru         | 7-5, 1-6, [10-6] | Parcours |
| 4 | 27/07/2024 | Olympic Tennis Event Paris          | Terre battue (ext.) | 1er tour (1/16) | Chan Hao-ching   | Barbora Krejčíková Kateřina Siniaková | 6-4, 6-0         | Parcours |

## Parcours en Fed Cup
| #                                                             | Date       | Lieu  | Surface      | Gagnante(s)                    | Perdante(s)                | Score     |          |
| ------------------------------------------------------------- | ---------- | ----- | ------------ | ------------------------------ | -------------------------- | --------- | -------- |
|                                                               |            |       |              |                                |                            |           |          |
| 2007 - Barrage (groupe mondial II) - Croatie - Taïwan - 3 : 2 |            |       |              |                                |                            |           |          |
| 1                                                             | 14/07/2007 | Split | Terre (ext.) | Nika Ožegovic                  | Chan Yung-jan              | 6-0, 6-3  | Parcours |
| 1                                                             | 14/07/2007 | Split | Terre (ext.) | Chan Yung-jan Chuang Chia-jung | Jelena Kostanić Ana Vrljić | 7-68, 6-3 | Parcours |

## Classements WTA en fin de saison
| Année          | 2004 | 2005 | 2006 | 2007 | 2008 | 2009 | 2010 | 2011 | 2012 | 2013 | 2014 | 2015 | 2016 | 2017 | 2018 | 2019 | 2020 | 2021 | 2022 | 2023 | 2024 |
| Rang en simple | 489  | 219  | 96   | 67   | 68   | 94   | 109  | 132  | 106  | 248  | 406  | –    | –    | –    | –    | –    | –    | –    | –    | –    | –    |
| Rang en double | 373  | 148  | 119  | 8    | 17   | 52   | 18   | 42   | 72   | 98   | 36   | 7    | 12   | 1    | 21   | 15   | 15   | 32   | 112  | 30   | 595  |

Source : (en) Classements de Chan Yung-jan sur le site officiel de la Fédération internationale de tennis

### Périodes au rang de numéro un mondiale
| # | Précédée par   | Dates                   | Suivie par                       | Nombre de semaines | Cumul |
| - | -------------- | ----------------------- | -------------------------------- | ------------------ | ----- |
| 1 | Martina Hingis | 23/10/2017 - 10/06/2018 | Ekaterina Makarova Elena Vesnina | 33                 | 33    |
| 2 | Tímea Babos    | 13/08/2018 - 19/08/2018 | Tímea Babos                      | 1                  | 34    |

au 20 août 2018